# Orthochirus stockwelli
Espèce
Synonymes
- Paraorthochirus stockwelli Lourenço & Vachon, 1995

Orthochirus stockwelli est une espèce de scorpions de la famille des Buthidae.

## Distribution
Cette espèce est endémique de la province du Hormozgan en Iran. Elle se rencontre vers Bandar Abbas.

## Description
Le mâle décrit par Yağmur, Akbari, Moradi et Jafari en 2023 mesure 27,42 mm et la femelle 31,23 mm.

## Systématique et taxinomie
Cette espèce a été décrite sous le protonyme Paraorthochirus stockwelli par Lourenço et Vachon en 1995. Elle est placée dans le genre Orthochirus par Navidpour, Kovařík, Soleglad et Fet en 2008.

## Étymologie
Cette espèce est nommée en l'honneur de Scott A. Stockwell.

## Publication originale
- Lourenço & Vachon, 1995 : « Un nouveau genre et deux nouvelles espèces de scorpions Buthidae d'Iran. » Bulletin du Muséum national d'histoire naturelle, Section A: Zoologie, biologie et écologie animales, sér. 4, vol. 17, no 3/4, p. 297-305 (texte intégral).